# Кайла (спътник)
Вижте пояснителната страница за други значения на Кайла.
Кайла е естествен спътник на Юпитер. Открит е от екипа от астрономи Скот Шепърд, Дейвид Джуит и Ян Клайн на 9 декември 2001 г. Първоначалното означение на спътника е S/2001 J 8. Спътникът носи името на фигурата от древногръцката митология Кайла.
Кайла е малко по размери тяло с диаметър от 2 km и се намира на ретроградна орбита около Юпитер. Принадлежи към групата на Карме.